# Tsarbruden

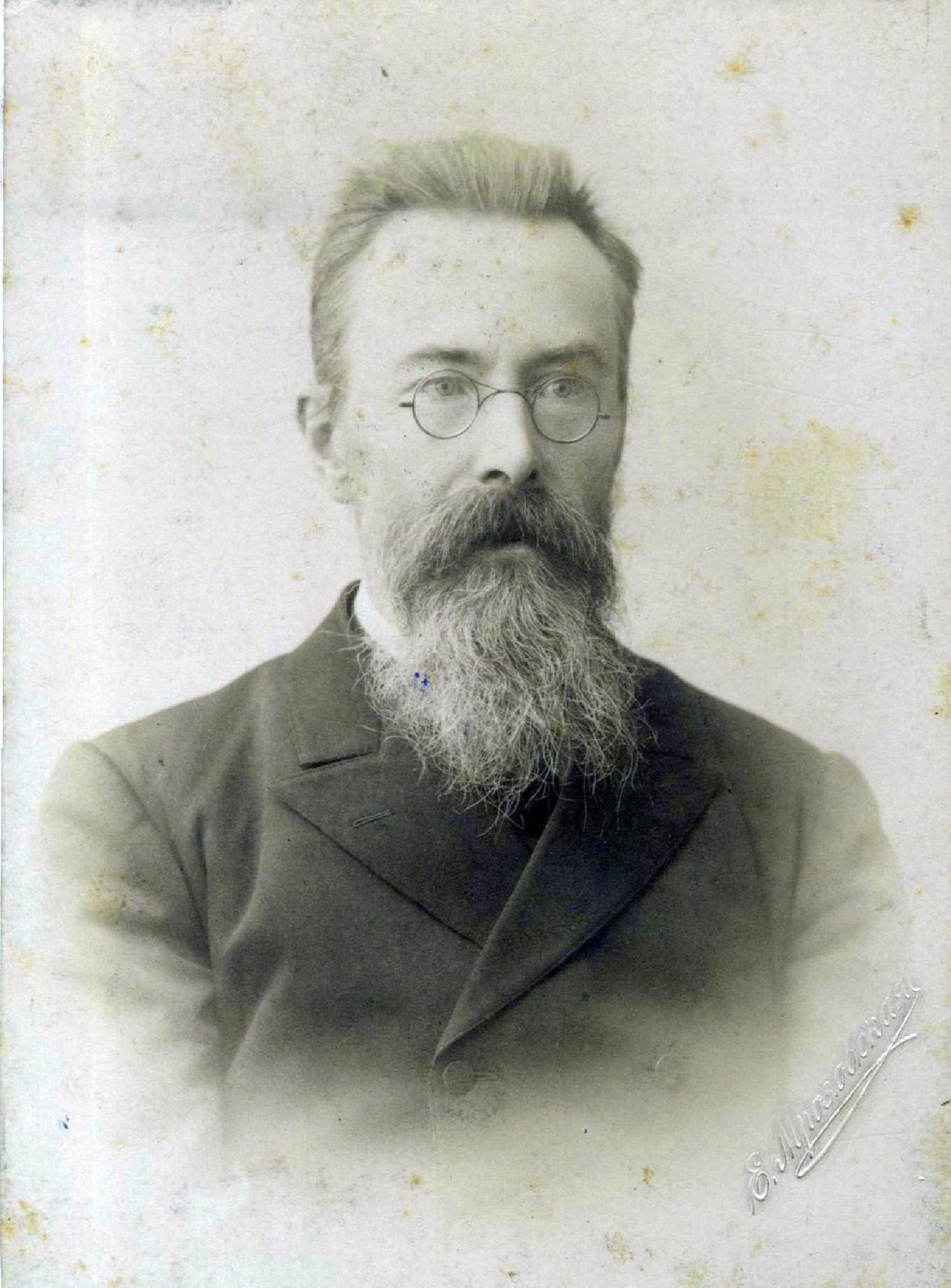
Nikolaj Rimskij-Korsakov

Tsarbruden (Ryska: Царская невеста, Tsarskaya nevesta) är en opera i fyra akter med musik av Nikolaj Rimskij-Korsakov och libretto av Ilja Tyumenev. Texten bygger på dramat med samma namn av Lev Mej (1849).

## Historia
Operan hade premiär den 3 november 1899 på Solodovnikovteatern i Moskva med Michail Ippolitov-Ivanov som dirigent. Verket har sedan dess haft en framstående position inom den ryska operarepertoaren men spelas sällan utomlands. Svensk premiär den 23 oktober 1945 på Kungliga Operan i Stockholm.

## Personer
- Tsar Ivan den förskräcklige (tenor)
- Vasilij Stepanovitij Sobakin, köpman från Novgorod (bas)
- Marfa, hans dotter (sopran)
- Grigorij Grjasnoj, en opritjnik (baryton)
- Maljuta Skuratov, en opritjnik (bas)
- Bojar Ivan Sergejevitj Lïkov (tenor)
- Ljubasja (mezzosopran)
- Jelisej Bomelij, tsarens livläkare (tenor)
- Domna Ivanovna Saburova (sopran)
- Dunjasja, hennes dotter, Marfas väninna (mezzosopran)
- Petrovna, Sobakins hushållerska (mezzosopran)
- Tsarens eldare (bas)
- En flicka (mezzosopran)
- En ung gosse (tenor)

## Handling
Grigorij Grjasnoj, som är medlem av tsarens livvakt, vill ge sin kamrat Lïkovs trolovade Marfa en kärleksdryck, men då hans älskarinna Ljubasja hör honom beställa drycken hos tsarens livläkare övertalar hon denne att i stället tillreda ett långsamt verkande gift. Sedan Grjasnoj har gett Marfa giftet får han veta att hon är utvald att bli tsarens gemål, och när hon dör anklagar Grjasnoj Lïkov för att ha mördat sin före detta trolovade. Ljubasja förklarar hur allt ligger till varpå Grjasnoj slår ihjäl henne. Han blir själv arresterad. 